# General Logistics Systems Germany
Die GLS Beteiligungs GmbH mit Sitz im hessischen Neuenstein ist die Holding des Kurier-Express-Paket-Dienstes General Logistics Systems Germany. Die Unternehmen der Gruppe aus Deutschland, Österreich und Ungarn übernehmen unter der Marke GLS in ihren Staaten die Logistik für den international tätigen Paketdienstleister GLS. Das aus German Parcel hervorgegangene Unternehmen gehört über die niederländische General Logistics Systems B.V. zur britischen Royal Mail. Dabei ist es der Ursprung des GLS-Gesamtkonzerns und trägt ca. 50 % des weltweiten Gesamtumsatzes. 2014 war das Unternehmen der viertgrößte Paketdienst in Deutschland.

## Geschichte

### German Parcel
1988 gründete Rico Back zusammen mit 24 anderen mittelständischen Spediteuren im hessischen Neuenstein die German Parcel Paket Logistik GmbH. Jeder Gesellschafter war dabei gleichzeitig auch Franchisenehmer des Systems. Betriebsstart war der 28. April 1989. Gründungsmitglieder waren unter anderen Helmut Barth (Barth Logistikgruppe), Werner Bischoff (Spedition Bischoff), Manfred Boes (Boes Spedition und Logistik), Jürgen Boos (Gras Spedition), Jochen Ganz (Pracht Spedition + Logistik), Alfred Kolb (Andreas Schmid Logistik), Werner Konz (Konz Logistics), Matthias Löhr (LB GmbH), Frank Mönkemöller (Spedition Gebrüder Mönkemöller), Werner Rudolph (Rudolph-Gruppe), Klaus Schäfer (Viktoria Transport), Stefan Seils (Spedition Bursped), Hartmut Voigt (Voigt Logistik) sowie C.E. Noerpel. Die internationale Anbindung folgte 1992 mit Gründung des German-Parcel-Verbundes in Form von strategischen Partnerschaftsverträgen mit ausländischen Paketdiensten und 60 weiteren Franchisenehmern.
Im Oktober 1999 erwarb die britische Royal Mail mit der zu diesem Zweck in den Niederlanden neu gegründeten General Logistics Systems B.V. als Holding und Rico Back als Geschäftsführer alle Anteile der German Parcel Paket Logistik GmbH. Neue Geschäftsführer hier wurden Klaus-Dieter Conrad und Rüdiger Schmahl. In den Folgejahren wurden Paketdienste aus dem German-Parcel-Verbund übernommen und unter dem Dach der German Parcel vereinigt. Darunter noch im gleichen Jahr die Der-Kurier-Unternehmensgruppe, General Parcel Hungary und im Jahr 2000 die General Parcel Austria sowie im Rahmen einer Beteiligung an DPD deren Töchter Domberger Paket Dienst und Deutscher Paket Dienst Dachser. Etwa Zeitgleich gab German Parcel seinen 10 % Anteil am Deutschen Paketdienst DPD Deutschland ab, nachdem dieser durch die französische La Poste Gruppe übernommen worden war. Zu der Zeit erwirtschaftete German Parcel mit jährlich 105 Millionen Paketen einen Umsatz von 745 Millionen Mark.

### General Logistics Systems
2002 wurde GLS als Dachmarke für alle kontinentaleuropäischen Paketdienstleistungen der Royal Mail eingeführt. Im Rahmen der neuen Corporate Identity wurde die German Parcel Paket Logistik GmbH in GLS Beteiligungs GmbH umfirmiert und aus der German Parcel Paket-Logistik GmbH & Co. OHG wurde die General Logistics Systems Germany GmbH & Co. OHG. Um die gruppenweiten IT-Systeme zukünftig in Eigenregie zu entwickeln wurde 2003 in Neuenstein die GLS IT Services GmbH gegründet.
2011 wurde die Geschäftsführung mit dem Dipl.-Ökonom Saadi Al-Soudani erweitert. Ihm folgte 2012 der Wirtschaftsinformatiker Christian Herrlich, der von DHL in die Leitung der GLS IT Services wechselte. Rüdiger Schmahl verließ das Unternehmen zum 31. Dezember 2013 und wurde zum 1. März 2014 von Heinrich Beckmann ersetzt. Zum 1. März 2015 wechselte Martin Seidenberg von DHL zur GLS Beteiligungs GmbH und übernahm dort die neugeschaffenen Position eines Vorsitzenden der Geschäftsführung.
Zum 1. Juni 2018 wurde der German Parcel Mitgründer Rico Back zum CEO der Royal Mail berufen.

## Unternehmen

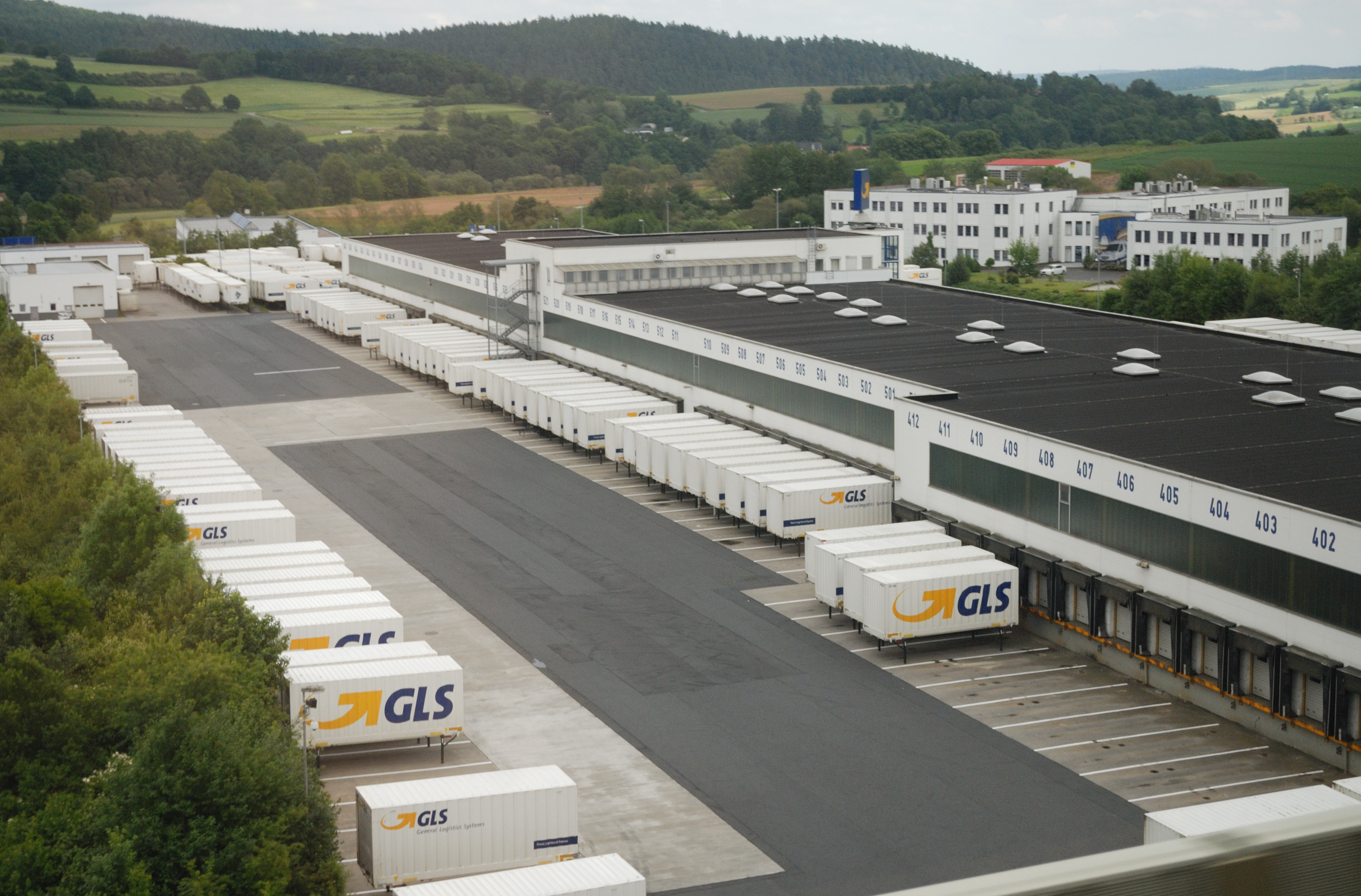
GLS in Neuenstein (Zentral-HUB)

Die GLS Beteiligungs GmbH ist Teil der GLS-Gesamtkonzerngruppe, die national und auch weltweit alle branchenüblichen Paketdienstleistungen (KEP-Dienste)  anbietet. Das Unternehmen gehört als Holding von sechs in- und zwei ausländischen Tochtergesellschaften über die niederländische General Logistics Systems B.V. zur britischen Royal Mail und betreibt vier zentrale Umschlagsplätze (Hub) sowie über 100 Depots in Deutschland, Ungarn und Österreich. Zusätzlich bestehen eine Vielzahl von GLS-Shops die von PaketShop-Partner in Lizenz betrieben werden. Darüber hinaus ist das Unternehmen Inhaberin der Rechte an der Unionsmarke GLS und erwirtschaftet ca. 50 % des weltweiten Gesamtumsatzes. Laut Stiftung Warentest war das Unternehmen Ende 2014 vor UPS der viertgrößte Paketdienst in Deutschland.

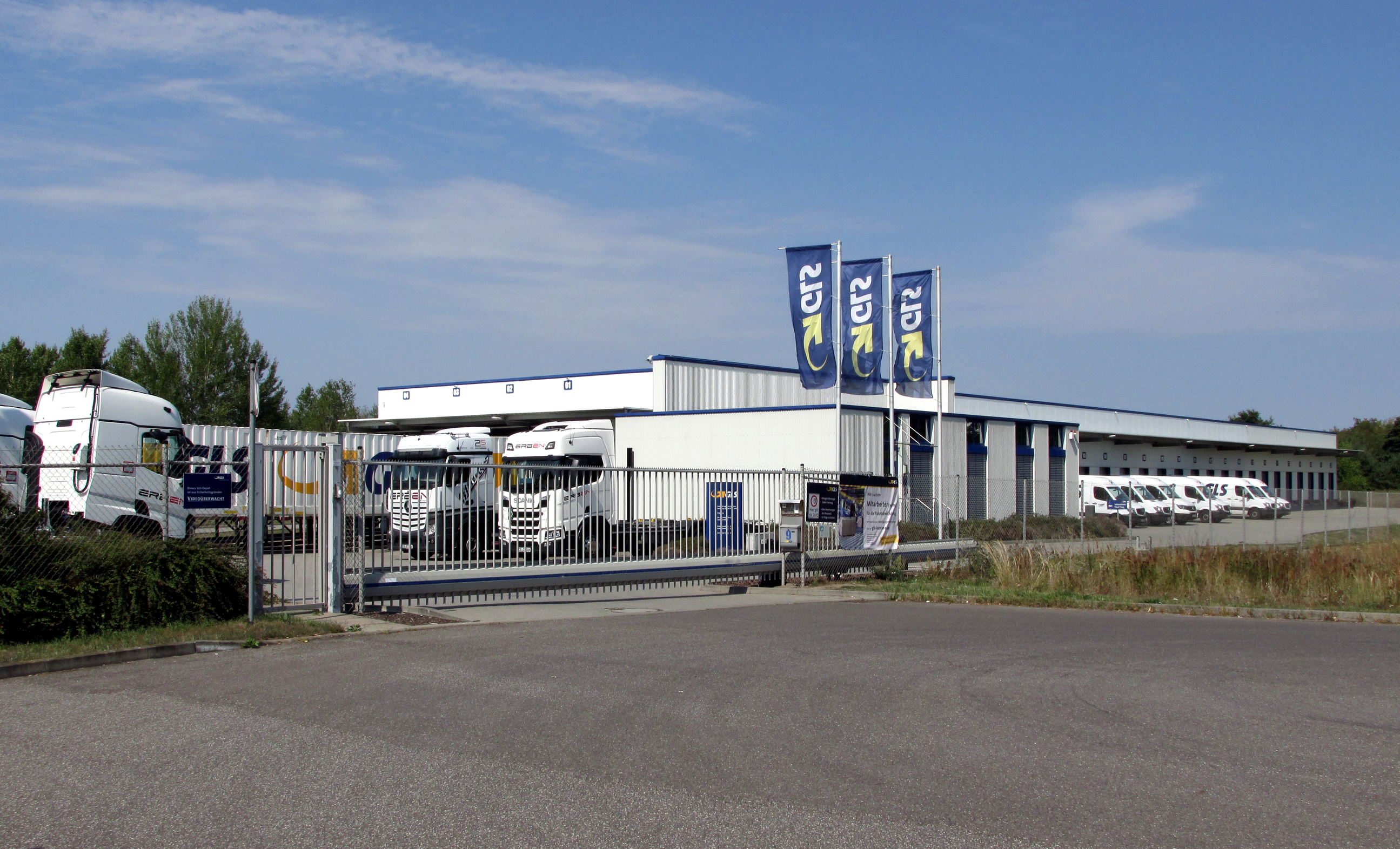
GLS in Cottbus (Depot 14)

Zur deutschen GLS-Gruppe gehörten 2018 folgende Tochterunternehmen:
- General Logistics Systems B.V, Oude Meer, Niederlande
- GLS Beteiligungs GmbH, Neuenstein, Deutschland
  - General Logistics Systems Germany GmbH & Co. OHG, Neuenstein
    - GLS IT Services GmbH, Neuenstein
    - Der Kurier GmbH & Co. KG, Neuenstein
    - Overnight Service GmbH, Hamburg
    - Parcel Lock GmbH, Frankfurt am Main
    - General Logistics Systems Austria GmbH, Ansfelden, Österreich
    - General Logistics Systems Hungary Kft. Alsónémedi, Ungarn

GLS bietet eine Terminzustellung an Wochentagen um 8 Uhr, 9 Uhr, 10 Uhr oder 12 Uhr sowie Samstagszustellung um 10 Uhr oder 12 Uhr. Diese Terminsendungen werden nicht durch GLS selbst, sondern durch die DER KURIER GmbH & Co. KG ausgeliefert, ein 100%iges Tochterunternehmen, das unter dem Namen DER KURIER ein europaweit agierendes Kurier- und Expressnetzwerk betreibt. Allerdings gibt es für bestimmte Postleitzahlen Einschränkungen für die frühestmögliche Terminzustellung. Zusätzlich wird die Auslieferung von Paketen direkt an den Arbeitsplatz des Empfängers angeboten.
Für Geschäftskunden wird neben dem Cash-Versand (Nachnahme) unter anderem der Exchange Service angeboten. Hier wird dem Empfänger ein Neugerät zugeschickt, bei der Zustellung gleichzeitig das defekte Altgerät in die Verpackung gestellt und von GLS wieder zum Absender transportiert werden.

## Kritik

### Verfahren wegen Scheinselbstständigkeit
2003 verurteilte das Hessische Landessozialgericht German Parcel Service zur Zahlung von 110.000 Euro Sozialversicherungsbeiträgen für einen ihrer Zusteller. Das Gericht begründete das unter anderem damit, dass der Zusteller sein Fahrzeug mit dem Schriftzug der Firma lackieren und bei seiner Tätigkeit die „Imagekleidung“ von GLS tragen musste. Sein Tages- und Arbeitsablauf sei vollständig von GLS, als Arbeitgeber, vor- und durchstrukturiert gewesen. Des Weiteren sei ein Gestaltungsspielraum bei einer 10- bis 12-stündigen Arbeitszeit nicht gegeben gewesen.

### Datenverlust 2008
Auf einem Datentransport für die Landesbank Berlin, den GLS 2008 im Auftrag von Atos Origin durchführte, wurden Kreditkartendaten von 130.000 Kunden in Form von Microfiches entwendet, die am 12. Dezember 2008 bei der Frankfurter Rundschau landeten. Wie am 19. Dezember 2008 bekannt wurde, waren dafür zwei Kurierfahrer verantwortlich, die damit den Diebstahl eines Christstollens vertuschen wollten. Sie hatten den Christstollen aus einem Paket an den Chefredakteur der Frankfurter Rundschau entwendet und verzehrt. Anschließend nahmen sie eines von sechs an die LBB adressierten Paketen mit den Daten und klebten darauf das Etikett des geöffneten Pakets mit dem Christstollen, das somit anstelle des eigentlichen Pakets an die Frankfurter Rundschau ausgeliefert wurde.

### Wallraff-Reportage 2012
Der Journalist Günter Wallraff veröffentlichte nach mehrmonatigen Recherchen und Tätigkeiten an verschiedenen GLS-Standorten im Mai 2012 eine Reportage für RTL und das ZEITmagazin, in der er gegen das Unternehmen schwere Vorwürfe erhebt. So begehe GLS Vertragsbrüche, verstoße gegen Arbeitsschutzgesetze, betreibe Lohndumping und dränge Beschäftigte in eine Scheinselbstständigkeit. Gegenüber den Behörden werde das durch manipulierte Angaben verschleiert. Arbeiter müssten bis zu 14 Stunden pro Tag arbeiten und GLS betreibe „eine Form von moderner Sklaverei“ und „Menschenschinderei mit System“. Des Weiteren wurden Ergebnisse der Arbeit 2014 in seinem Sachbuch Die Lastenträger detailliert veröffentlicht.